# Цибулева муха
 Цибулева муха (лат. Delia antiqua) — вид мух-квіткарок. Широко поширений сільськогосподарський шкідник: пошкоджує цибулю, часник, цибулинні квіткові культури.

## Морфологія
Довжина тіла 5-7 мм, за іншими джерелами — до 8 мм. Забарвлення попелясто-сіре або жовтувато-сіре, спинка із зеленуватим відтінком; ноги чорні, крила прозорі. Личинки білі, гладкі, червоподібні, довжиною до 10 мм.

## Біологія
Імаго з'являються в травні-червні. Дорослі особини активні переважно в сутінках і на світанку. Самка відкладає яйця (до 60, за іншими джерелами до 200) на цибулі і ґрунті поруч з рослинами. Яйця білі, довгасті, з поздовжньою борозенкою. Через 3-8 діб з'являються личинки, які вгризаються у м'якіть цибулини (найчастіше з нижньої сторони). Залежно від умов може бути від одного до трьох поколінь в рік.

## Поширення

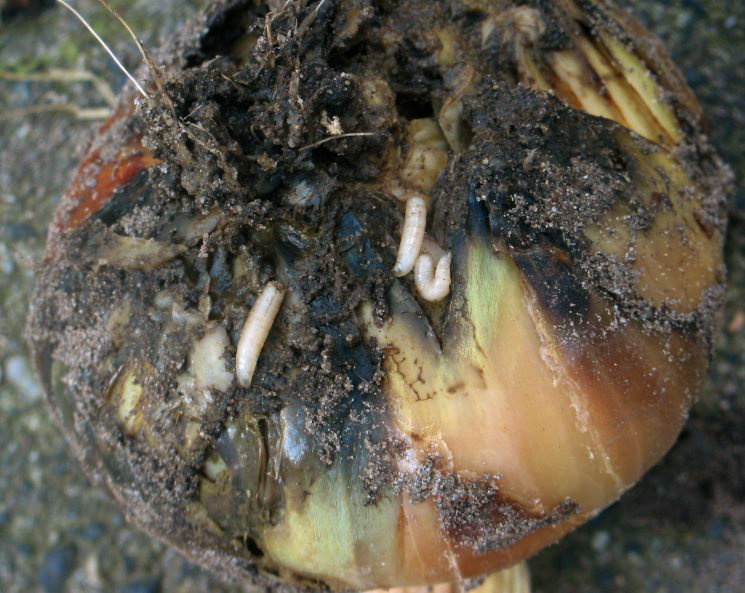
Личинки на городній цибулі

Широко поширена в Європі, Азії та Північній Америці. В Україні та сусідніх країнах зустрічається всюди, де вирощується цибуля . У Середній Азії може підніматися до висоти 3600 м над рівнем моря.

## У сільському господарстві
У природі ці мухи годуються на різних видах лілієвих і півникових . У культурі шкодять цибулі, часнику, салату, тюльпанам, ліліям. Пошкоджені цибулини стають м'якими, загнивають, видають неприємний запах; листя салату жовтіє і в'яне.
Як заходи профілактики та боротьби рекомендується рання висадка цибулі, мульчування ґрунту торфом, використання репелентів і пестицидів, знищення заражених рослин, осіннє перекопування грядок з метою знищення лялечок.